# Duo NIHZ
Das Duo NIHZ ist ein niederländisch-deutsches Musikensemble, das 2001 gegründet wurde und aus dem Gitarristen, Sänger und Perkussionisten Bobby Rootveld und der Blockflötistin und Sängerin Sanna van Elst besteht. Das Duo ist bekannt für sein vielseitiges Repertoire, das klassische, jüdische und Weltmusik umfasst und oft theatralische Elemente in seine Darbietungen einfließen lässt. Es hat seinen Sitz in Nordhorn, Deutschland, und ist künstlerisch und pädagogisch in den Niederlanden und Israel tätig.

## Geschichte
Rootveld und Van Elst lernten sich am Konservatorium in Enschede in den Niederlanden kennen und begannen kurz darauf, gemeinsam als Duo NIHZ aufzutreten. Seit ihrer Gründung hat das Duo Konzerte in Ländern in Europa, Asien und Amerika gegeben. Das Duo trat im nationalen Radio und Fernsehen in Italien, Indien, Israel, Argentinien, Thailand und den Niederlanden auf. Rootveld und Van Elst verbinden verschiedene Genres miteinander  – darunter Renaissance, Barock, Romantik, Avantgarde, Jazz, Pop und Klezmer – und präsentieren Musik in einem theatralischen und pädagogischen Rahmen.

## Repertoire und Zusammenarbeit
Das Duo NIHZ hat zahlreiche zeitgenössische Werke von Komponisten wie Nikita Koshkin, Annette Kruisbrink, Fred Rootveld, Gianmartino Maria Durighello, Louis Ignatius Gall, Stefan Grasse, Jim ten Boske, Nutavut Ratanakarn und Jan Bijkerk in Auftrag gegeben und uraufgeführt. Außerdem haben sie mit einer Vielzahl von Künstlern zusammengearbeitet, darunter dem Geschichtenerzähler Loek Boer, dem Gitarristen Alberto Mesirca, dem Kantor Baruch Chauskin, dem Saxophonisten Gergö Pázmándi, der Rocksängerin Dilana Smith und der Schriftstellerin und Poetry-Slam Europa-Meisterin 2024, Theresa Sperling. 

## Jüdische Musik und Holocaust Musik
Ein wichtiger Schwerpunkt der Arbeit von Duo NIHZ liegt auf der Bewahrung und Aufführung jüdischer Musik, insbesondere von Kompositionen, die während des Holocaust entstanden sind. Ihre Programme umfassen häufig Musik aus Konzentrationslagern und Ghettos, ergänzt durch narrative Elemente, Archivmaterialien und historischen Kontext. Ihre Bemühungen in diesem Bereich wurden von Institutionen wie Yad Vashem in Jerusalem gewürdigt, wo ihre Forschungs- und Aufführungsmaterialien archiviert sind.
Im März 2025 präsentierte das Duo eine umfassende Forschungsarbeit über das Leben und Werk des niederländischen jüdischen Komponisten Robert Emanuel Heilbut, die in einem Buch und drei zusätzlichen CDs mündete.
Neben Konzertauftritten führt das Duo auch pädagogische Workshops in Schulen, Kirchen und Gemeindezentren durch, mit dem Ziel, durch Musik das Gedenken an den Holocaust zu fördern und Antisemitismus zu bekämpfen.

## Kulturelle und edukative Initiative
Im Jahr 2011 gründete das Duo NIHZ das Kulturhaus NIHZ in Nordhorn, Deutschland. Das Zentrum dient als Veranstaltungsort und Bildungszentrum und beherbergt Veranstaltungen wie das Nordhorn Gitarrenfestival und das Blockflötenfestival Nordhorn. Es verfügt außerdem über ein umfangreiches Archiv klassischer Gitarrenmusik. Bobby Rootveld is auch Komponist. Seine Werke wurden unter anderem bei Tre Fontane Edition, Münster, veröffentlicht.
Das Duo unterrichtet am Israelischen Konservatorium für Musik in Tel Aviv und bietet international Workshops und Meisterkurse an.

## Anerkennung
Im Jahr 2009 erhielt das Duo NIHZ beim Internationalen Jüdischen Musikfestival in Amsterdam eine Anerkennungsurkunde für seinen Beitrag zur jüdischen Musik und zur Bewahrung der jüdischen Kultur.

## Persönliches Leben
Bobby Rootveld und Sanna van Elst sind verheiratet und beziehen ihre Familie oft in künstlerische Aktivitäten mit ein. Sie leben abwechselnd in Deutschland und Israel und pflegen enge Beziehungen zu beiden Gemeinschaften.

## Diskographie und Medien
Das Duo veröffentlichte mehrere CDs und DVDs bei den Labels Samsong Productions und Ivory Towers Records. Die neuesten davon sind auch auf digitalen Plattformen wie Spotify erschienen. Das Duo NIHZ hat auch Dokumentarfilme über jüdische Musik und die Geschichte des Holocaust produziert. Außerdem engagiert es sich für die Bewahrung und Förderung des musikalischen Erbes des Komponisten Louis Ignatius Gall.